# Linolein
Linolein là một triglyceride, sản phẩm ester hóa của glycerol với acid linoleic. Linolein được dùng trong sản xuất nhiên liệu sinh học và sản xuất các sản phẩm tiêu dùng.